# Acid2
Acid2（アシッドツー）はウェブブラウザやオーサリングツールにおけるウェブページのレンダリング上の問題点を特定するためにウェブスタンダードプロジェクト(WaSP)が作成したテストケースである。Acid2は同様のテストケース・Acid1（1998年開発）を後継したが、ほぼ主流ブラウザの対応完了およびさらなる後継版であるAcid3の公開（2008年3月）によって役目を終えつつある。
HTML や CSS 2.1などの
W3C 勧告等に、どの程度準拠しているかを測るために用いられる。完全に準拠したレンダリングで描かれるはずの画像とそのソースがあり、レンダリングイメージと画像の相違によりどの程度準拠しているかを測る。正確に準拠していれば、スマイリーが描かれる。

## 各ウェブブラウザでの状況
Mozilla Firefox 3 などで用いられている Gecko は、バージョン 1.9 で Acid2 に合格している。Firefox 2 に代表される、Gecko 1.8以前では対応できていない。
Internet Explorer 開発元のマイクロソフトは、CSS の標準準拠度を高めることに取り組んでいるが Acid2 への合格を第一目標として取り組んではおらず、結局 Internet Explorer 7 はテストに合格しないという結果に終わった。Internet Explorer 8 では、現在動作中のコードにて Acid2 に合格したことが、開発チームのブログによって公表された。（ただし、Acid2の文法ミスを修正したバージョンにてチェックすると、アドオン「Microsoft HTML Viewer」の追加が要求され、追加するとスマイリーの目の周りが黒くなる。）

## 合格したアプリケーション

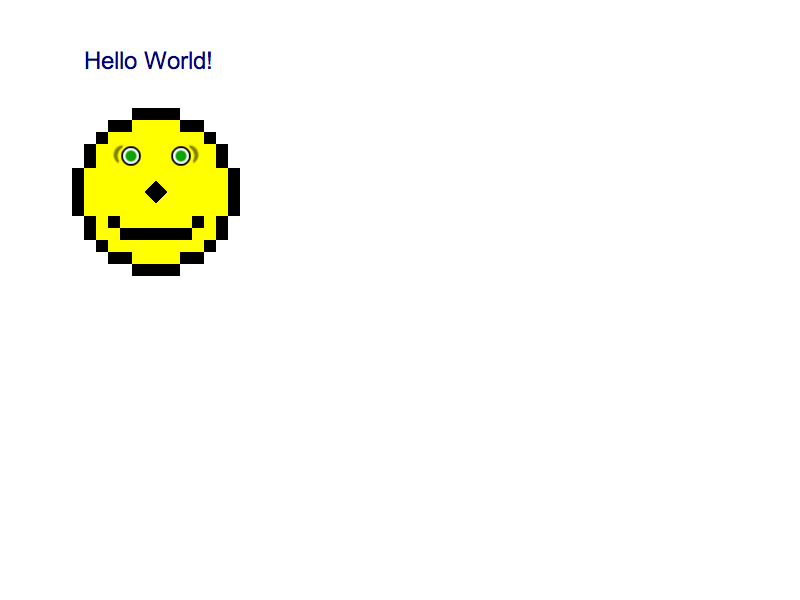
テストに合格したブラウザによる描画結果

Acid2テストは2005年4月13日に公式発表された。テストに合格した代表的なソフトウェアリリースを時系列に沿って下記に示す（公式版初リリース時に既に合格していたアプリケーションは含んでいない）。
なお、下記に挙げられたブラウザでもページをスクロールさせたり、極端なフォントやウィンドウのサイズを設定するとスマイリーが不正確に表示される可能性がある。これは予期された振る舞いであり、ブラウザがテストに合格していないというわけではない。
| 日付           | ソフトウェア                      | 種別              | 注記 |
| -------------- | --------------------------------- | ----------------- | --- |
| 2005年4月27日  | Safari                            | 非公開版          | |
| 2005年5月18日  | iCab                              | 非公開版          | |
| 2005年5月20日  | iCab                              | 会員のみに公開    | |
| 2005年6月4日   | Konqueror                         | 非公開版          | |
| 2005年6月6日   | iCab                              | 公開開発版        | |
| 2005年10月31日 | Safari                            | 公式リリース版    | Mac OS X 10.4.3 上の Version 2.02 にて。公式リリース版ブラウザとして初の合格。                                                                                            |
| 2005年11月29日 | Konqueror                         | 公式リリース版    | KDE 3.5 上にて。 UNIX や Linux ベースのブラウザとして初の合格。 |
| 2005年12月7日  | Prince                            | 公式リリース版    | Version 5.1。XML を PDF に変換するコンバータ。ブラウザ以外のソフトウェアとして初の合格。                                                                                  |
| 2006年3月10日  | Opera                             | 公開weeklyビルド  | Opera9 Windows 版 Weelky build にて。Windows上のブラウザとして初の合格。公式ベータ版が4月20日にリリースされたが、これも同様に合格。                                       |
| 2006年3月24日  | iCab                              | 会員のみに公開    | iCab 3.0.2b400。スクロールバーが表示される問題を解決。 |
| 2006年3月28日  | Konqueror                         | 公式リリース版    | 前回のリリースで疑問視されていた、スクロールバーが表示される問題を解決。バージョン 3.5.2。                                                                                |
| 2006年4月12日  | Firefox                           | 半公開版          | ビルドを作るためのファイルは提供されたが、多少の組み立てが必要。 |
| 2006年5月24日  | Opera Mobile                      | 非公開版          | モバイル向けブラウザとして初の合格。 |
| 2006年6月20日  | Opera 9.0                         | 公式リリース版    | クロスプラットフォームなブラウザとして初の合格。 |
| 2006年6月30日  | Obigo Browser                     | 非公開版          | モバイル向けブラウザとして2つ目の合格。 |
| 2006年8月17日  | iCab 3.0.3                        | 公式リリース版    | スクロールバーを非表示にした最初の公式リリース。 |
| 2006年12月8日  | Mozilla Firefox                   | 公開nightlyビルド | 「reflow-refactoringブランチ」が投入され通常の開発版にて合格。 |
| 2007年12月12日 | Internet Explorer 8               | 非公開版          | 開発中のコードにてIEシリーズでは初の合格となる。ただし独自のmetaタグを記述し、IE8から導入されたモードで動作させなければならない。(正式リリース版ではこの方針は撤回された) |
| 2008年3月5日   | Internet Explorer 8 Beta 1        | 公開ベータ版      | |
| 2008年6月18日  | Firefox 3                         | 公式リリース版    | |
| 2008年8月27日  | Internet Explorer 8 Beta 2        | 公開ベータ版      | |
| 2008年12月8日  | Antenna House Formatter V5.0 Beta | 公開ベータ版      | XMLやHTML文書を印刷またはPDFに出力する組版ソフトウェア。 |
| 2009年3月20日  | Internet Explorer 8               | 公式リリース版    | IEの公式リリース版では初の合格。 |

## 不合格のアプリケーション
Internet Explorerも、CSS勧告への適合に向けて前進してはいるが、Internet Explorer 7の時点では、テストに合格していない。Internet Explorerプラットフォームアーキテクトであるクリス・ウィルソンは、Acid2を真の標準適合性テストというより機能の「要望リスト」であるとしていた。それにもかかわらず、Internet Explorer 8には「IE8標準モード」と呼ばれる新しい描画モードが含まれる予定である。当初、IE8標準モードは既定では有効にされないが、Webページに特殊なフラグを挿入することで切り替えられるようにする予定であった。IE8標準モードではIE8はAcid2テストに合格するが、IE8標準モードは既定では有効にされていなかったので、オペラ・ソフトウェアのCTOであるホーコン・ウィウム・リーはIE8が真にテストに合格したとはみなせないと主張していた。その後、マイクロソフトが同社の相互運用性に関する方針を見直したことによってフル標準モードがデフォルトのレンダリングモードに変更された。互換モードでのレンダリングには、利用者側でIE7エミュレートボタンを使用するか、Webサイト側がmeta要素などで明示する必要がある。
Firefox 2など、レイアウトエンジンにGeckoバージョン1.8を採用するブラウザは、テストに合格しない。その他NetFrontや、それを基にしたプレイステーション3のウェブブラウザもテストに失敗する。
以下に各ブラウザの不合格であったバージョンにおける描画例を示す。

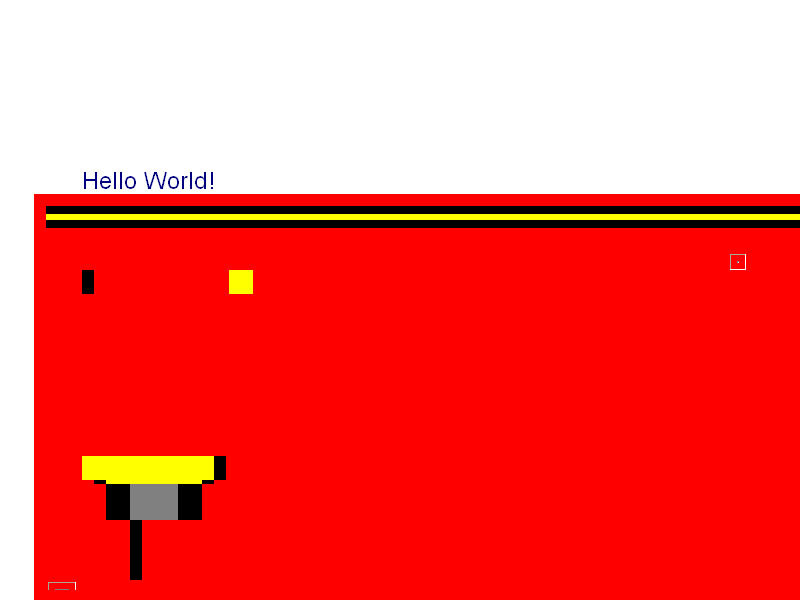
Internet Explorer 6.0
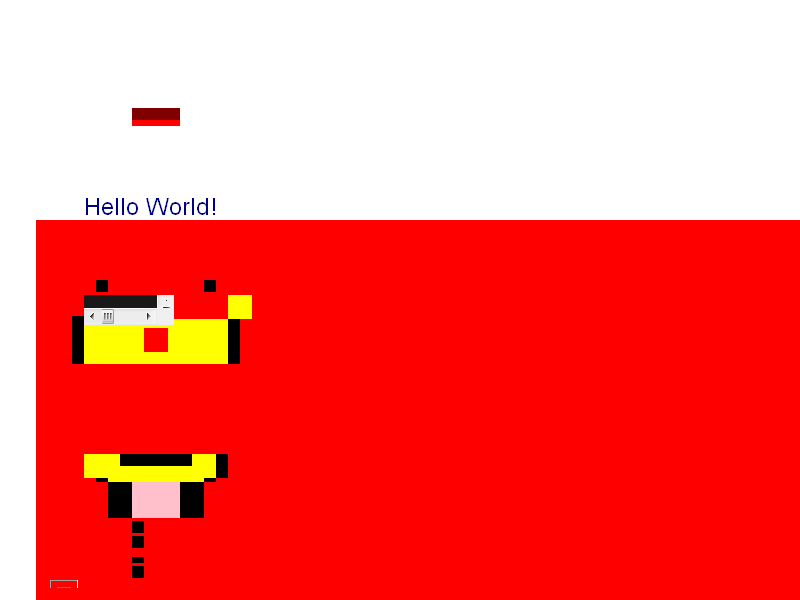
Internet Explorer 7.0
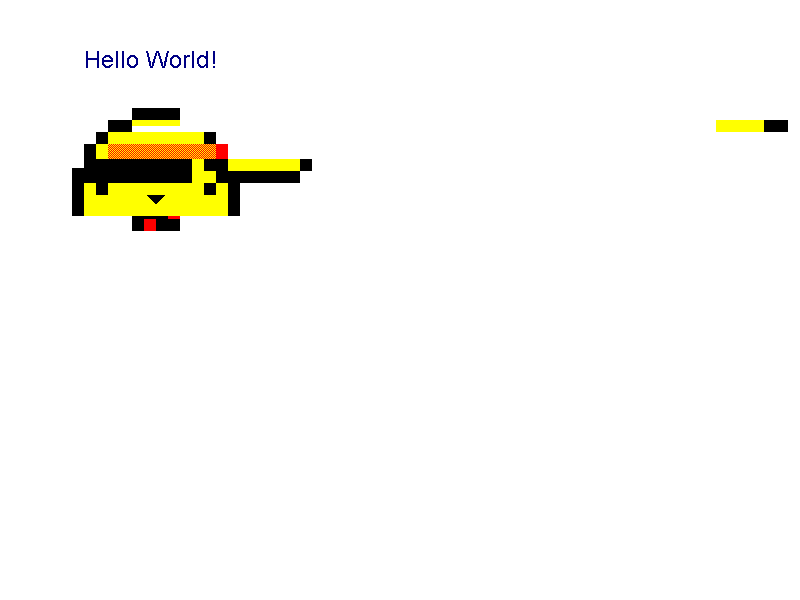
Firefox 1.0、Mozilla 1.7.13、およびNetscape 7.2
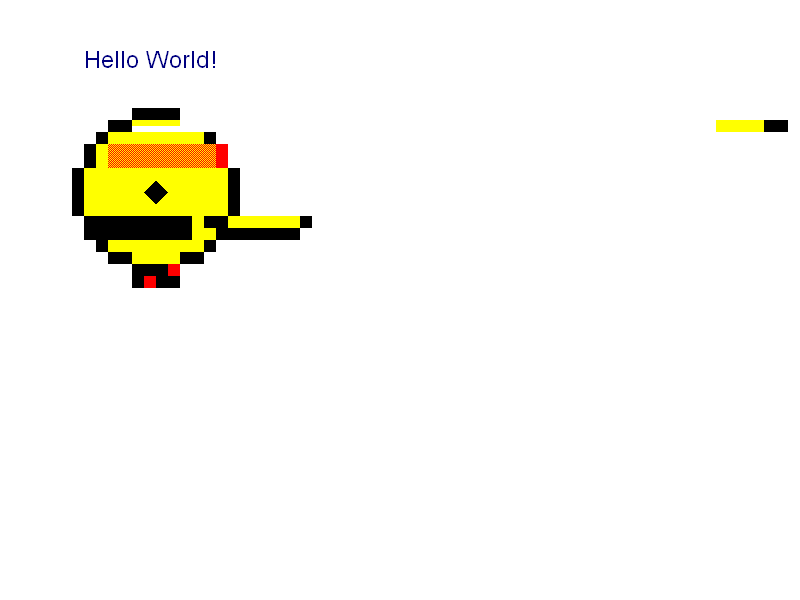
Firefox 1.5、2.0  およびNetscape 9.0.0.6
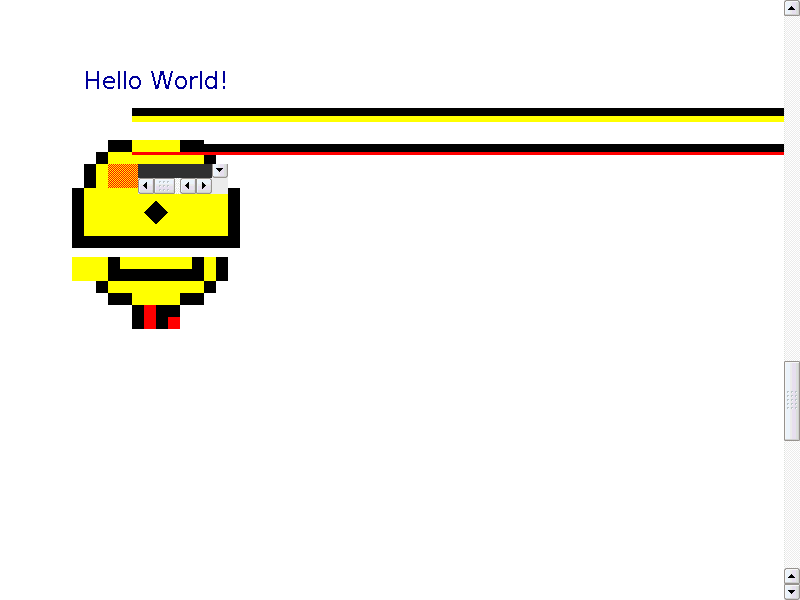
Konqueror 3.4
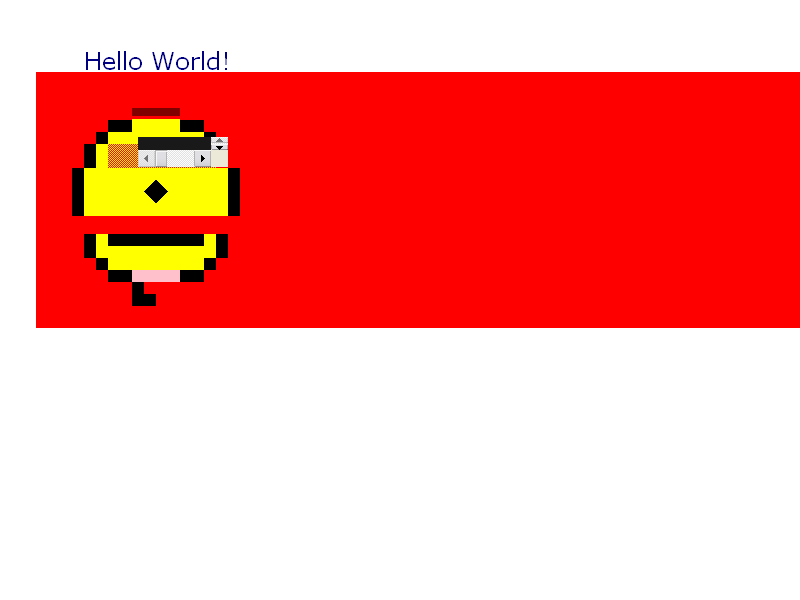
Opera 8.0
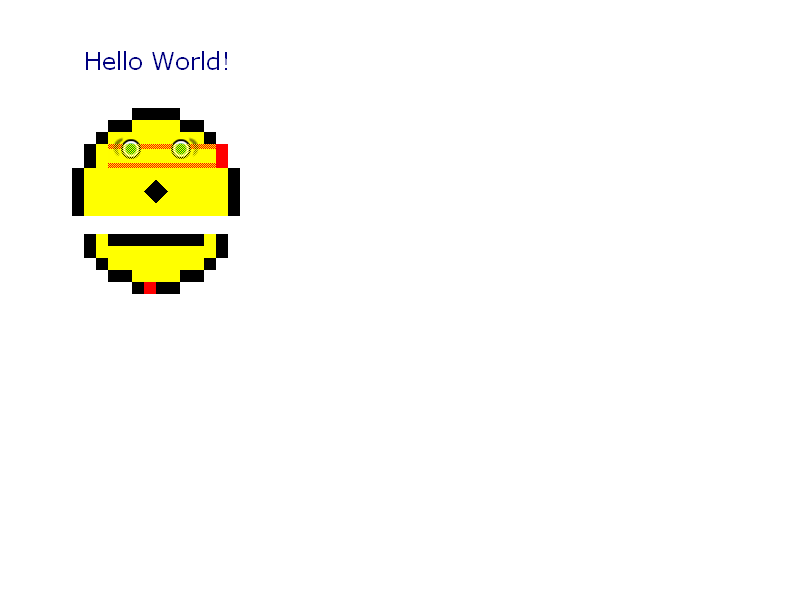
Opera 8.54
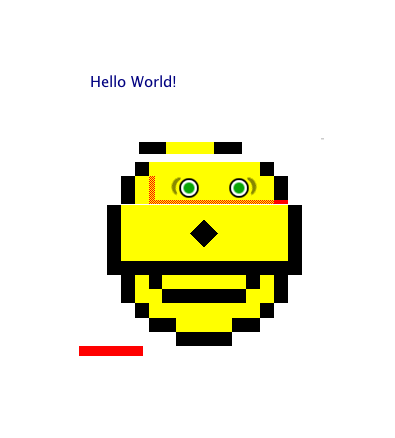
Opera Mini 4
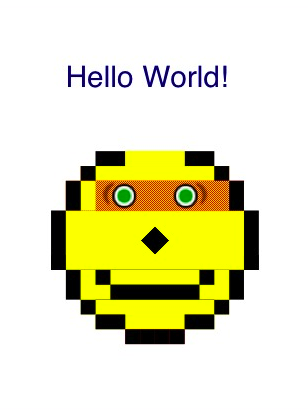
iPod touch 2.0
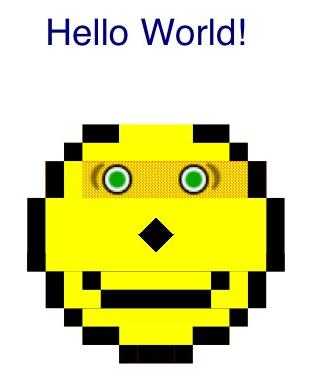
iPod touch 2.1